# Giardino segreto

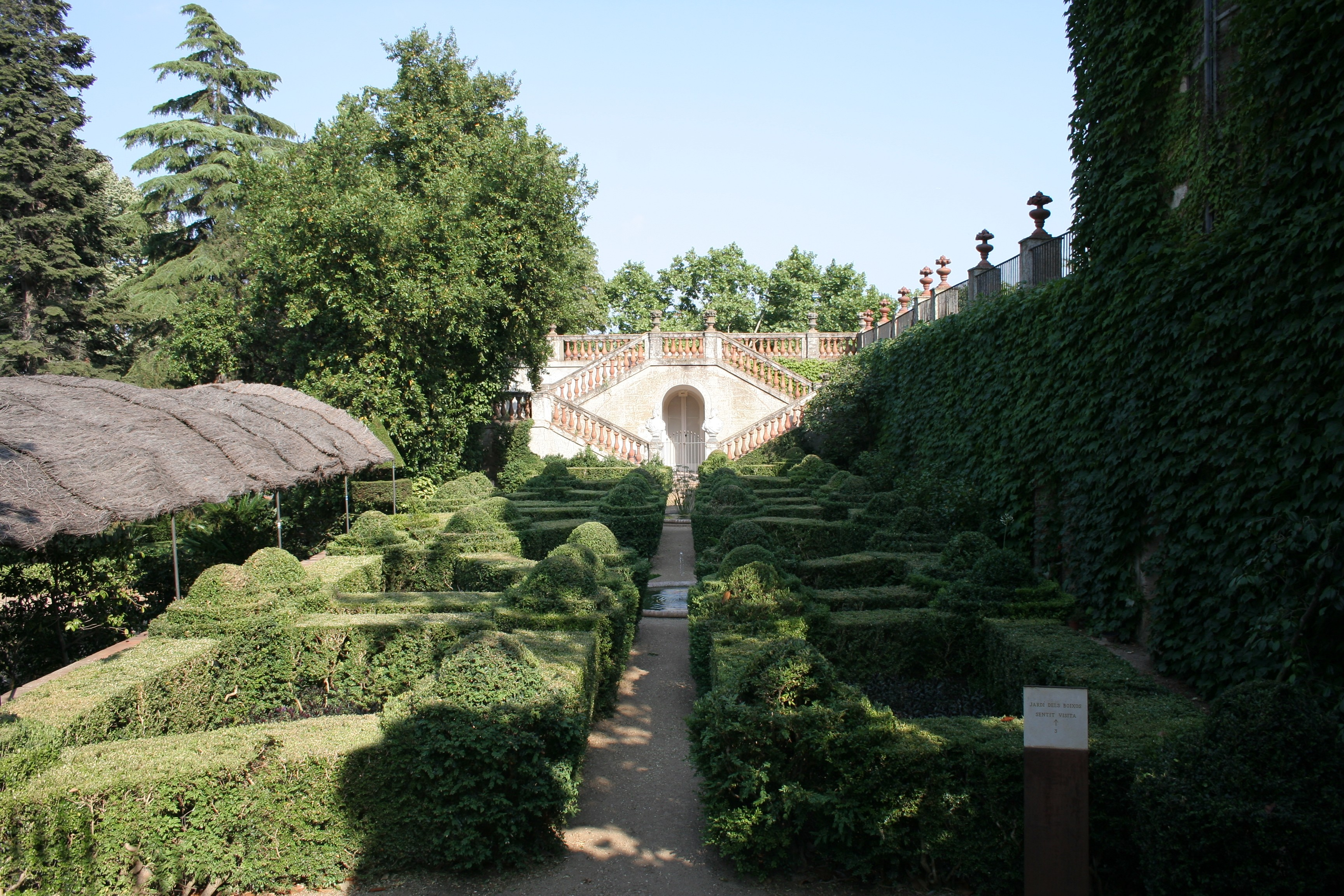
Giardino segreto im Parc del Laberint in Barcelona. Rechts befindet sich die Villa.

Ein Giardino segreto (italienisch, „geheimer Garten“) ist ein kleiner Garten, der zu einem Gebäude gehört, durch Hecken oder Mauern begrenzt und von außen nicht einsehbar ist. Er hat den Charakter eines „privaten“ Gartens, beinahe ein Zimmer des Hauses, und ist in der Regel nur von diesem aus zugänglich.
Giardini segreti entstanden im 15. und 16. Jahrhundert in der Zeit der Renaissance und Spätrenaissance in Norditalien und dienten dem Rückzug und der Erholung wohlhabender Landbesitzer. Bei der Gestaltung wurde auf sorgfältig ausgearbeitete Kleinteiligkeit Wert gelegt, auch Regeln wie der Goldene Schnitt kamen zur Anwendung.
Ein moderner Giardino segreto wurde 2006 in Berlin innerhalb des Natur-Parks Schöneberger Südgelände von der Künstlergruppe Odious angelegt. Er ist etwa 3000 m² groß, von einer Betonmauer eingeschlossen und einer etwa 4000 m² großen Lokhalle zugeordnet. Er besteht fast ausschließlich aus Stahlelementen.
Weitere Giardini segreti befinden sich im Schlosspark Nymphenburg (Kabinettsgärten), in der Villa Mondragone, Villa d’Este und im Parc del Laberint d’Horta.